# فراسر (آیووا)
فراسر (به انگلیسی: Fraser) شهری در ایالت آیووا کشور ایالات متحده آمریکا است که جمعیت آن در سرشماری سال ۲۰۱۰ میلادی، ۱۰۲ نفر بوده‌است.